# Red Miller
Red Miller (Atlanta, 5 mei 1914 – 13 oktober 1987) was een Amerikaanse r&bzanger, die in 1948 een #1 r&b-hit had met Bewildered.

## Biografie
Er lijken maar weinig biografische details van Miller beschikbaar te zijn. De plaat, op het Bullet-label, bevatte Miller, ondersteund door Lloyd Glenn (piano), Tiny Webb (gitaar), Ralph Hamilton (bas) en Robert Harvey (drums). Het bereikte #1 in de r&b-hitlijst in december 1948 en bleef daar vijf weken, gedurende een deel van die tijd verbonden met een versie van hetzelfde nummer van Amos Milburn. Miller nam later op met Tiny Bradshaw voor King Records en met Emmitt Slay voor Savoy Records, maar verdween al snel in de vergetelheid.

## Overlijden
Red Miller overleed in oktober 1987 op 73-jarige leeftijd.
- Library of Congress Control Number: no2007027837
- Virtual International Authority File: 39148620
- WorldCat: E39PBJkD8ckdmCq9KbtKHQVwG3